# Vanessa Hudgens/Diskografie
Diese Diskografie ist eine Übersicht über die musikalischen Werke der US-amerikanischen Pop-Sängerin Vanessa Hudgens. Den Schallplattenauszeichnungen zufolge verkaufte sie bisher mehr als 17,1 Millionen Tonträger, davon alleine in ihrer Heimat über 13,5 Millionen. Ihre erfolgreichste Veröffentlichung ist der Soundtrack zu High School Musical mit über 6,8 Millionen verkauften Einheiten.

## Alben

### Studioalben
| Jahr | Titel Musiklabel             | Höchstplatzierung, Gesamtwochen, AuszeichnungChartplatzierungen (Jahr, Titel, Musiklabel, Platzierungen, Wochen, Auszeichnungen, Anmerkungen) | Höchstplatzierung, Gesamtwochen, AuszeichnungChartplatzierungen (Jahr, Titel, Musiklabel, Platzierungen, Wochen, Auszeichnungen, Anmerkungen) | Höchstplatzierung, Gesamtwochen, AuszeichnungChartplatzierungen (Jahr, Titel, Musiklabel, Platzierungen, Wochen, Auszeichnungen, Anmerkungen) | Höchstplatzierung, Gesamtwochen, AuszeichnungChartplatzierungen (Jahr, Titel, Musiklabel, Platzierungen, Wochen, Auszeichnungen, Anmerkungen) | Höchstplatzierung, Gesamtwochen, AuszeichnungChartplatzierungen (Jahr, Titel, Musiklabel, Platzierungen, Wochen, Auszeichnungen, Anmerkungen) | Anmerkungen                                                  |
| Jahr | Titel Musiklabel             | DE | AT | CH | UK | US | Anmerkungen                                                  |
| ---- | ---------------------------- | --- | --- | --- | --- | --- | ------------------------------------------------------------ |
| 2006 | V Hollywood Records          | — | — | — | UK86 (4 Wo.)UK | US24 Gold · (32 Wo.)US | Erstveröffentlichung: 26. September 2006 Verkäufe: + 500.000 |
| 2008 | Identified Hollywood Records | DE60 (8 Wo.)DE | AT35 (6 Wo.)AT | CH74 (3 Wo.)CH | UK46 (3 Wo.)UK | US23 (8 Wo.)US | Erstveröffentlichung: 1. Juli 2008                           |

### Soundtracks
| Jahr | Titel                                         | Höchstplatzierung, Gesamtwochen, AuszeichnungChartplatzierungen (Jahr, Titel, Platzierungen, Wochen, Auszeichnungen, Anmerkungen) | Höchstplatzierung, Gesamtwochen, AuszeichnungChartplatzierungen (Jahr, Titel, Platzierungen, Wochen, Auszeichnungen, Anmerkungen) | Höchstplatzierung, Gesamtwochen, AuszeichnungChartplatzierungen (Jahr, Titel, Platzierungen, Wochen, Auszeichnungen, Anmerkungen) | Höchstplatzierung, Gesamtwochen, AuszeichnungChartplatzierungen (Jahr, Titel, Platzierungen, Wochen, Auszeichnungen, Anmerkungen) | Höchstplatzierung, Gesamtwochen, AuszeichnungChartplatzierungen (Jahr, Titel, Platzierungen, Wochen, Auszeichnungen, Anmerkungen) | Anmerkungen                             |
| Jahr | Titel                                         | DE | AT | CH | UK | US | Anmerkungen                             |
| ---- | --------------------------------------------- | --- | --- | --- | --- | --- | --------------------------------------- |
| 2006 | High School Musical                           | DE22 Platin · (48 Wo.)DE | AT13 Platin · (47 Wo.)AT | CH63 (18 Wo.)CH | UK— ×4VierfachplatinUK | US1 ×4Vierfachplatin · (102 Wo.)US                                                                                                | Erstveröffentlichung: 1. September 2006 |
| 2007 | High School Musical: The Concert              | — | — | — | UK45 Silber · (4 Wo.)UK | US28 (… Wo.)US | Erstveröffentlichung: 4. Mai 2007       |
| 2007 | High School Musical 2                         | DE5 Platin · (38 Wo.)DE | AT2 ×2Doppelplatin · (38 Wo.)AT                                                                                                   | CH6 Gold · (35 Wo.)CH | UK— ×2DoppelplatinUK | US1 ×3Dreifachplatin · (61 Wo.)US                                                                                                 | Erstveröffentlichung: 10. August 2007   |
| 2008 | High School Musical 3: Senior Year Soundtrack | DE3 Platin · (26 Wo.)DE | AT1 Gold · (25 Wo.)AT | CH6 Gold · (16 Wo.)CH | UK— PlatinUK | US2 Platin · (… Wo.)US | Erstveröffentlichung: 24. Oktober 2008  |

## Singles

### Als Leadmusikerin
| Jahr | Titel Album             | Höchstplatzierung, Gesamtwochen, AuszeichnungChartplatzierungen (Jahr, Titel, Album, Platzierungen, Wochen, Auszeichnungen, Anmerkungen) | Höchstplatzierung, Gesamtwochen, AuszeichnungChartplatzierungen (Jahr, Titel, Album, Platzierungen, Wochen, Auszeichnungen, Anmerkungen) | Höchstplatzierung, Gesamtwochen, AuszeichnungChartplatzierungen (Jahr, Titel, Album, Platzierungen, Wochen, Auszeichnungen, Anmerkungen) | Höchstplatzierung, Gesamtwochen, AuszeichnungChartplatzierungen (Jahr, Titel, Album, Platzierungen, Wochen, Auszeichnungen, Anmerkungen) | Höchstplatzierung, Gesamtwochen, AuszeichnungChartplatzierungen (Jahr, Titel, Album, Platzierungen, Wochen, Auszeichnungen, Anmerkungen) | Anmerkungen                              |
| Jahr | Titel Album             | DE | AT | CH | UK | US | Anmerkungen                              |
| ---- | ----------------------- | --- | --- | --- | --- | --- | ---------------------------------------- |
| 2006 | Come Back to Me V       | DE58 (7 Wo.)DE | — | — | UK100 (1 Wo.)UK | US55 Gold · (19 Wo.)US | Erstveröffentlichung: 12. September 2006 |
| 2007 | Say OK V                | — | — | — | — | US61 Gold · (6 Wo.)US | Erstveröffentlichung: 27. März 2007      |
| 2008 | Sneakernight Identified | DE98 (1 Wo.)DE | — | — | — | US88 Gold · (1 Wo.)US | Erstveröffentlichung: 13. Juni 2008      |

### Als Mitglied des High School Musical Cast
| Jahr | Titel Album                                                         | Höchstplatzierung, Gesamtwochen, AuszeichnungChartplatzierungen (Jahr, Titel, Album, Platzierungen, Wochen, Auszeichnungen, Anmerkungen) | Höchstplatzierung, Gesamtwochen, AuszeichnungChartplatzierungen (Jahr, Titel, Album, Platzierungen, Wochen, Auszeichnungen, Anmerkungen) | Höchstplatzierung, Gesamtwochen, AuszeichnungChartplatzierungen (Jahr, Titel, Album, Platzierungen, Wochen, Auszeichnungen, Anmerkungen) | Höchstplatzierung, Gesamtwochen, AuszeichnungChartplatzierungen (Jahr, Titel, Album, Platzierungen, Wochen, Auszeichnungen, Anmerkungen) | Höchstplatzierung, Gesamtwochen, AuszeichnungChartplatzierungen (Jahr, Titel, Album, Platzierungen, Wochen, Auszeichnungen, Anmerkungen) | Anmerkungen                                                                     |
| Jahr | Titel Album                                                         | DE | AT | CH | UK | US | Anmerkungen                                                                     |
| --- | ------------------------------------------------------------------- | --- | --- | --- | --- | --- | ------------------------------------------------------------------------------- |
| 2006 | Breaking Free High School Musical Soundtrack                        | DE46 (10 Wo.)DE | — | — | UK9 Gold · (21 Wo.)UK | US4 (11 Wo.)US | Erstveröffentlichung: 28. September 2006 als Cast Of High School Musical        |
| 2007 | What Time Is It? High School Musical 2 Soundtrack                   | — | — | — | UK20 (7 Wo.)UK | US6 Gold · (8 Wo.)US | Erstveröffentlichung: 16. Juli 2007 als Cast Of High School Musical 2           |
| 2007 | You Are the Music in Me High School Musical 2 Soundtrack            | DE75 (5 Wo.)DE | — | CH75 (1 Wo.)CH | UK26 Silber · (5 Wo.)UK | US31 Gold · (4 Wo.)US | Erstveröffentlichung: 24. September 2007 als Gabriella & Troy, mit Zac Efron    |
| 2008 | Now or Never High School Musical 3 Soundtrack                       | — | — | CH64 (1 Wo.)CH | UK41 (3 Wo.)UK | US68 (3 Wo.)US | Erstveröffentlichung: 11. Juli 2008 als High School Musical 3: Senior Year Cast |
| 2008 | Right Here, Right Now High School Musical 3 Soundtrack              | DE92 (1 Wo.)DE | — | — | — | — | Erstveröffentlichung: 10. Oktober 2008 mit Zac Efron                            |
| Folgende Lieder erschienen nicht als Single, wurden aber durch das Album zum Download und Streaming bereitgestellt und konnten somit eine Platzierung erlangen: |                                                                     | | | | | |                                                                                 |
| |                                                                     | | | | | |                                                                                 |
| 2006 | Start of Something New High School Musical Soundtrack               | — | — | — | — | US28 (4 Wo.)US | mit Zac Efron & Andrew Seeley                                                   |
| 2006 | What I’ve Been Looking For (Reprise) High School Musical Soundtrack | — | — | — | — | US67 (1 Wo.)US | mit Zac Efron                                                                   |
| 2006 | When There Was Me And You High School Musical Soundtrack            | — | — | — | — | US72 (1 Wo.)US |                                                                                 |
| 2006 | We’re All In This Together High School Musical Soundtrack           | — | — | — | UK40 (6 Wo.)UK | US34 (4 Wo.)US | als Cast Of High School Musical                                                 |
| 2006 | Stick to the Status Quo High School Musical Soundtrack              | — | — | — | UK74 (1 Wo.)UK | US43 (2 Wo.)US | als Cast Of High School Musical                                                 |
| 2007 | Gotta Go My Own Way High School Musical 2 Soundtrack                | DE67 (5 Wo.)DE | — | CH59 (1 Wo.)CH | UK40 (3 Wo.)UK | US34 Platin · (3 Wo.)US | als Gabriella & Troy, mit Zac Efron                                             |
| 2007 | Everyday High School Musical 2 Soundtrack                           | DE67 (8 Wo.)DE | — | CH81 (1 Wo.)CH | UK59 Silber · (2 Wo.)UK | US65 Gold · (2 Wo.)US | als Cast Of High School Musical 2                                               |
| 2007 | All for One High School Musical 2 Soundtrack                        | — | — | — | — | US92 (2 Wo.)US | als Cast Of High School Musical 2                                               |
| 2008 | Can I Have This Dance High School Musical 3 Soundtrack              | — | — | CH80 (1 Wo.)CH | — | US98 Platin · (2 Wo.)US | mit Zac Efron                                                                   |
| 2008 | A Night to Remember High School Musical 3 Soundtrack                | — | — | — | UK100 (1 Wo.)UK | — | als High School Musical 3: Senior Year Cast                                     |

### Videoalben
- 2007: High School Musical: The Concert (mit dem High School Musical Cast, UK: ×5Fünffachplatin )

## Statistik

### Chartauswertung
|                     | DE    | AT    | CH    | UK    | US    |
| ------------------- | ----- | ----- | ----- | ----- | ----- |
| Nummer-eins-Alben   | DE—DE | AT1AT | CH—CH | UK—UK | US2US |
| Top-10-Alben        | DE2DE | AT2AT | CH2CH | UK—UK | US3US |
| Alben in den Charts | DE4DE | AT4AT | CH4CH | UK3UK | US6US |

|                       | DE    | AT    | CH    | UK     | US     |
| --------------------- | ----- | ----- | ----- | ------ | ------ |
| Nummer-eins-Singles   | DE—DE | AT—AT | CH—CH | UK—UK  | US—US  |
| Top-10-Singles        | DE—DE | AT—AT | CH—CH | UK1UK  | US2US  |
| Singles in den Charts | DE7DE | AT—AT | CH5CH | UK10UK | US16US |

### Auszeichnungen für Musikverkäufe
| Goldene Schallplatte - Dänemark - 2025: für die Single Breaking Free Platin-Schallplatte - Argentinien - 2006: für das Videoalbum V | 2× Platin-Schallplatte - Kanada - 2018: für die Single Reminding Me |

Anmerkung: Auszeichnungen in Ländern aus den Charttabellen bzw. Chartboxen sind in ebendiesen zu finden.
| Land/RegionAuszeichnungen für Musikverkäufe (Land/Region, Auszeichnungen, Verkäufe, Quellen) | Silber     | Gold       | Platin       | Verkäufe   | Quellen           |
| -------------------------------------------------------------------------------------------- | ---------- | ---------- | ------------ | ---------- | ----------------- |
| Argentinien (CAPIF)                                                                          | —          | —          | Platin1      | 8.000      | capif.org.ar      |
| Dänemark (IFPI)                                                                              | —          | Gold1      | —            | 45.000     | ifpi.dk           |
| Deutschland (BVMI)                                                                           | —          | —          | 3× Platin3   | 600.000    | musikindustrie.de |
| Kanada (MC)                                                                                  | —          | —          | 2× Platin2   | 160.000    | musiccanada.com   |
| Österreich (IFPI)                                                                            | —          | Gold1      | 3× Platin3   | 70.000     | ifpi.at           |
| Schweiz (IFPI)                                                                               | —          | 2× Gold2   | —            | 30.000     | hitparade.ch      |
| Vereinigte Staaten (RIAA)                                                                    | —          | 7× Gold7   | 10× Platin10 | 13.500.000 | riaa.com US2      |
| Vereinigtes Königreich (BPI)                                                                 | 3× Silber3 | Gold1      | 12× Platin12 | 3.210.000  | bpi.co.uk         |
| Insgesamt                                                                                    | 3× Silber3 | 12× Gold12 | 31× Platin31 |            |                   |